# Sousoší svatého Jana Nepomuckého s anděly (Borovany)
Sousoší svatého Jana Nepomuckého s anděly v Borovanech z 18. století, je dílo lokálního významu a je památkově chráněno od roku 1958. Borovany je jihočeské městečko s mimořádnou koncentrací historických památek, leží mezi Českými Budějovicemi a Novými Hrady. Většina zdejších historických památek je památkově chráněna. Mezi tyto památky se řadí na Žižkově náměstí v dolní části i budova radnice, pranýř a barokní sousoší svatého Jana Nepomuckého, které zaujímá čestné místo před radnicí.

## Historie
Sousoší pochází z první poloviny osmnáctého století mezi lety 1730 až 1740. Není prokázáno, kdo je autorem sousoší. Podle zápisu v borovanské farní kronice z roku 1930 je na straně 108 uvedeno, že socha svatého Jana i se zábradlím byla pořízena odkudsi z Vitorazska. Zápisy ve farní kronice z roku 1887 uvádějí i částky, které radnice vydala za opravu sousoší i zábradlí na náměstí, provedené kamenickým mistrem Vojtěchem Loškem. Další opravy, zejména polámané ruce andělů, provedl v roce 1930 pražský akademický sochař Miroslav Böswart. Sousoší bylo očištěno louhovými obklady v pilinách a získalo jasně bílou barvu. Poslední oprava a restaurování bylo svěřeno akademickému sochaři Ivanu Tláškovi v letech 2006 a 2015.

## Popis
Barokní kamenné sousoší je umístěné mezi stromy v centrálním prostoru náměstí proti radnici. Pískovcová socha sv. Jana Nepomuckého v ikonografickém postoji stojí na podstavci půdorysu kříže. Po stranách jsou sochy andělů natočené ke světci se zdviženou rukou. Kolem je obdélná balustráda s hranolovými kuželkami. Podstavec je vyzděný z pálených cihel a má výšku 73 cm. Neznámý sochař pojal svatého Jana Nepomuckého ve svém díle jako tichou, do sebe pohrouženou postavu meditujícího světce s anděly po pravé a levé ruce.